# Palo Pinto
Palo Pinto – jednostka osadnicza w Stanach Zjednoczonych, w stanie Teksas, w hrabstwie Palo Pinto. W 2008 roku liczyło 425 mieszkańców.